# Patrajutsa (Ochamchire)
Patrajutsa (en georgiano: პატრახუწა; en abjasio: Патрахәыҵа) es una aldea que pertenece a la parcialmente reconocida República de Abjasia, dentro del distrito de Tkvarcheli, aunque de iure es parte del municipio de Ochmachire de la República Autónoma de Abjasia de Georgia.

## Geografía
Patrajutsa se encuentra en las estribaciones montañosas de la cordillera de Abjasia, a 30 km de Ochamchire. La aldea se administra desde el pueblo de Agubedia.  